# تكس جيبونز
تكس جيبونز (بالإنجليزية: Tex Gibbons)‏ مواليد 7 أكتوبر 1907 في إلك سيتي - الوفاة 30 مايو 1984، كان لاعب كرة سلة أمريكي. بلغ طوله 6 قدم 1 بوصة (1.9 م).

## الميداليات
| الميدالية | المسابقة                       |
| --------- | ------------------------------ |
| ذهبية     | الألعاب الأولمبية الصيفية 1936 |

## روابط خارجية
- تكس جيبونز على موقع سبورتس رفرنس (الإنجليزية)
- تكس جيبونز على موقع أوليمبيديا (الإنجليزية)